# Niet (album)
Niet je drugi album skupine Niet in njihova prva kompilacija, ki je izšla leta 1993 pri založbi KifKif v obliki CD posnetka (dotedaj so bile pesmi skupine na voljo le v obliki kaset). Dve leti pred izidom, leta 1991, je zaradi predoziranja s heroinom umrl glavni pevec skupine Primož Habič. Album vsebuje že obstoječe posnetke pesmi s Habičem iz let 1984–1988, vsebuje pa tudi na novo posneti pesmi »Ruski vohun« in »Bil je maj«, ki ju je posnela zasedba, ki jo je ustanovil kitarist (in po novem tudi vokalist) Igor Dernovšek leta 1993. Zaradi medsebojnih sporov je ta zasedba že leto kasneje, marca 1994, razpadla.

## Seznam pesmi
1. »Lep dan za smrt« – 5:30
2. »Ritem človestva« – 2:28
3. »Perspektive« – 2:12
4. »Depresija« – 3:46
5. »Vijolice« – 3:33
6. »Molk« – 2:18
7. »Heroj« – 1:50
8. »Paranoja« – 3:13
9. »Februar« – 3:34
10. »Sranje« – 1:12
11. »Sam« – 3:06
12. »Tvoje oči« – 2:38
13. »Ruski vohun« – 5:05
14. »Sick of You« – 3:45
15. »Pure and Divine«[Opomba 1] – 4:15
16. »'Til We Fall« – 4:05
17. »Queen of Snakes« – 3:03
18. »Bil je maj« – 3:12

## Sodelujoči
- Primož Habič — vokal (pesmi št. 1–12)
- Igor Dernovšek — kitara (pesmi št. 1–12), vokal (pesmi št. 13–18)
- Šani Kolbezen — kitara (pesmi št. 13–18)
- Aleš Češnovar — bas kitara (pesmi št. 1–12)
- Tadej Vobovnik — bas kitara (pesmi št. 11–18)
- Robert Likar — solo kitara
- Slavc Colnarič — bobni (pesmi št. 13−18)
- Tomaž Bergant – Brehta — bobni (pesmi št. 5−7)
- Tomaž Dimnik — bobni (pesmi št. 1−4, 11, 12)
- Dadi Kašnar — bobni (pesmi št. 8–12)
- Tanja Ukmar — vokal (pesmi št. 1–4)